# Ferganadalen

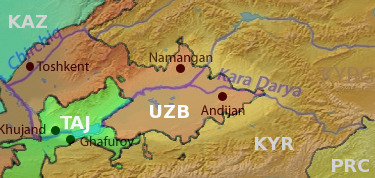
Karta över Ferganadalen

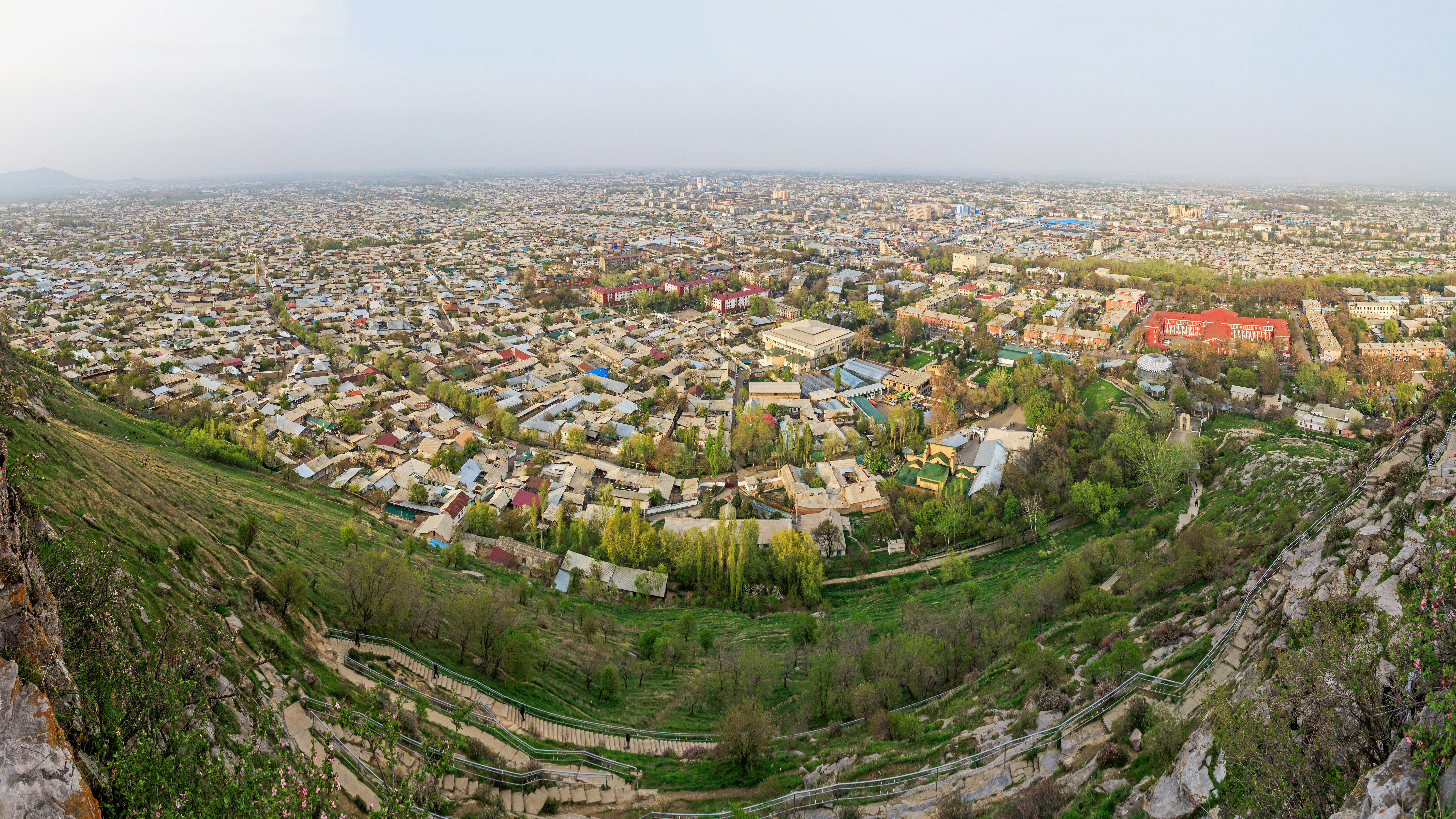
Osj i Kirgizistan

Ferganadalen, eller Ferghanadalen, (uzbekiska: Farg'ona vodiysi eller Фарғона водийси; kirgiziska: Фергана өрөөнү, Fergana öröönü; tadzjikiska: водии Фaрғонa, vodii Farghona; ryska: Ферганская долина, Ferganskaja dolina; persiska: وادی فرغا نہ) är en tätbefolkad sänka belägen mellan Tian Shan i norr och Alajbergen i söder i Centralasien. Dalen är 300 kilometer lång och 100 kilometer bred.
Ferganadalen delas mellan Uzbekistan, Tadzjikistan och Kirgizistan. Över 10 miljoner människor bor i den 300 kilometer långa och uppemot 150 kilometer breda dalen, som genomflyts av floderna Naryn och Kara-Darja i öster. De flyter samman i närheten av Namangan och bildar Syr-Darja som fortsätter västerut genom dalen. Viktigare städer är, förutom Namangan, Andizjan, Chudzjand, Fergana, Kokand, Margilan och Osj.

## Historia

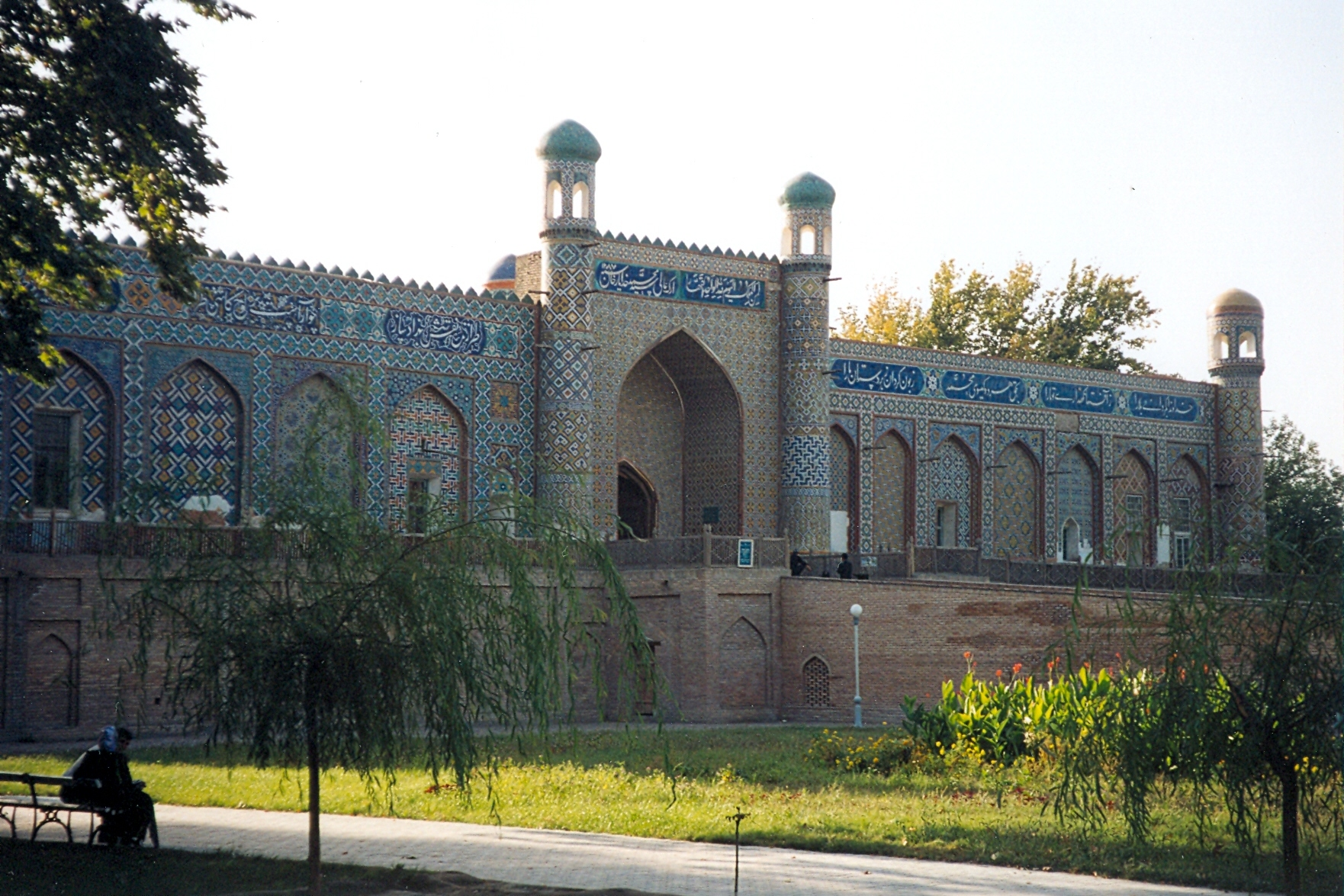
Khanpalatset i Kokand

Kring år 1000 f.Kr fanns fastboende jordbrukarbefolkning i Ferganadalen. På 300-talet före Kristus grundade Alexander den Store en stad i sydvästra delen av dalen, där  Chudzjand nu är belägen. Därefter har bland annat bakter och hankineser regerat i området. År 751 utkämpades slaget vid Talas mellan Tangdynastin och Abbasidkalifatet. Abbasiderna vann slaget och kunde göra området muslimskt.
Dalen har legat på den norra grenen av Sidenvägen, vilket har möjliggjort ett stort utbyte av kulturella influenser och en blomstrande handel. Kokandkhanatets palats i Kokand är ett exempel på detta välstånd. 
Khanatet uppgick år 1876 i det Tsarryska riket och när området blev sovjetiskt på 1920-talet drogs nya gränser mellan sovjetdelrepublikerna. Detta kan man till exempel kan se spår av på den hårt bevakade gränsen tvärs genom tvillingstaden Qorasuv/Kara Suu mellan Uzbekistan och Kirgizistan.
Ferganadalen hamnade i strålkastarljuset 2005 i och med massakern i Andizjan.

## Jordbruk
Den bördiga jorden i Ferganadalen har tidigare använts för alla möjliga sorters grödor, däribland mullbärsplantor för att föda upp silkesmask. I och med den intensiva användningen av marken för bomull under Sovjetunionens styre undanträngdes all annan produktion. Detta arv syns än idag, då många bönder har svårt att anpassa sig till något annat, eftersom en mycket stor del av infrastrukturen är byggd kring bomullen.

## Dinosauriefynd
Nära orten Sarykamysjsai i Kirgizistan har fyra stegosaurus-ryggkotor från mellersta jura hittats. Fossilet tillhör en hittills okänd art bland de tidiga stegosaurierna och är Kirgizistans första stegosaurusfynd.